# HD43835
HD43835 — хімічно пекулярна зоря спектрального класу A0, що має видиму зоряну величину в смузі V приблизно  8,6.
Вона  розташована на відстані близько 823,6 світлових років від Сонця.

## Пекулярний хімічний вміст
Зоряна атмосфера HD43835 має підвищений вміст 
Cr
.